# 1 Samuel 13
1 Samuel 13 es el decimotercer capítulo del Primer Libro de Samuel en el Antiguo Testamento de la Biblia cristiana  o la primera parte de los Libros de Samuel en la Biblia hebrea. Según la tradición judía, el libro se atribuyó al profeta Samuel, con adiciones de los profetas Gad y Natán, pero muchos eruditos modernos lo ven como una composición de varios textos independientes de diversas épocas, desde el 630-540 a. C. aproximadamente.  Este capítulo contiene el acto de desobediencia de Saúl después de su coronación. Esto se encuentra dentro de una sección que comprende 1 Samuel 7-15 que registra el surgimiento de la monarquía en Israel y el relato de los primeros años del rey Saúl.

## Texto
Este capítulo fue escrito originalmente en el idioma hebreo. Está dividido en 23 versículos.

### Testigos textuales
Algunos manuscritos antiguos que contienen el texto de este capítulo en hebreo son de la tradición del Texto Masorético, que incluye el Códice de Jerusalén (895), el Códice de Alepo (siglo X) y el Códice de Leningrado (1008). Se encontraron fragmentos que contienen partes de este capítulo en hebreo entre los Rollos del Mar Muerto, incluido el 4Q51 (4QSama; 100-50 a. C.) con los versículos 3-4, 9-10 y 12 existentes.
Entre los manuscritos antiguos existentes de una traducción al griego koiné conocida como la Septuaginta (originalmente realizada en los últimos siglos a. C.) se encuentran el Códice Vaticano (B; {\displaystyle \ ara{G}}B; siglo IV) y el Códice Alejandrino (A; {\displaystyle \ ara{G}}A; siglo V).

## Lugares
- Betel
- Guibeá
- Galaad
- Guilgal
- Micmas
- Betorón

## Análisis
Saúl fue nombrado rey para salvar a su pueblo «de la mano de sus enemigos» (10:1), en concreto de los filisteos (9:16), que tenían una fuerte presencia en la región montañosa central de Israel, podían enviar bandas de asaltantes a diferentes territorios de Israel y controlaban la fabricación de equipos metálicos para la agricultura y las armas. Tuvo que establecer un ejército permanente (versículo 2), no solo una milicia, y logró un éxito inicial bajo el liderazgo de Jonatán, su hijo, contra las guarniciones filisteas, a pesar de contar con menos fuerza y armas inferiores. Los filisteos reunieron a su gran y poderoso ejército, lo que provocó que los israelitas huyeran hacia el este para esconderse en las colinas y algunos incluso se dirigieran a la zona de Transjordania (versículos 6-7), incluso algunos del ejército israelita se marcharon (versículo 8). Este se convirtió en el escenario de la batalla de Micmas, donde se había colocado una guarnición filistea para proteger un paso en la zona (Versículo 23). 
Un aspecto importante de este capítulo es la desobediencia de Saúl, que afecta al futuro de su reinado (versículo 13, cf. 12:14). El hecho de que Saúl no siguiera las instrucciones de Dios a través de Samuel había condenado a su dinastía y Dios eligió a otro rey que sí obedecería. Así, este capítulo contiene la primera predicción de que David sería el rey de Israel.

## Guerra con los filisteos (13:1-7)
Aunque los filisteos habían sido derrotados de forma decisiva por los israelitas liderados por Samuel (1 Samuel 7), siguen representando una amenaza para Israel (cf. 1 Samuel 9:16), y serían un problema para Saúl a lo largo de su reinado. El exitoso ataque de Jonatán al puesto de avanzada filisteo en Geba provocó conflictos mayores. Saúl reunió un ejército, pero ahora los filisteos tenían una gran ventaja militar, lo que provocó que muchos israelitas huyeran a otro lugar (versículo 6) y abandonaran el ejército (versículo 7), dejando a Saúl en Gilgal con pocas perspectivas para la siguiente batalla.

### Versículo 1
Saúl reinó un año; y cuando había reinado dos años sobre Israel, 
- «Reinó un año», traducido del hebreo: בן שנה שאול במלכו, «ben-shā-nāh shā-'ūl bə-mā-lə-ḵōw».[20]

Este versículo no aparece en la versión griega de la Septuaginta.
Algunas versiones de la Biblia asumen que algunas palabras están corruptas, por lo que faltan los números que representan la edad de Saúl cuando comenzó a reinar y la duración de su reinado. En la versión Hexapla, Orígenes insertó la palabra «treinta» para la edad de Saúl (ahora utilizada en NVI, NLT, CSB, etc.). Sin embargo, puede que no sea correcto porque, en ese momento, Jonatán tenía la edad suficiente para comandar un ejército (Versículo 2) y era capaz de realizar actos heroicos (1 Samuel 14:14). lo que concuerda con Hechos 13:21. El nieto de Saúl, Mefiboset, tenía cinco años cuando murió Saúl (2 Samuel 4:4).

### Versículo 2
Saúl le eligió tres mil hombres de Israel; dos mil estaban con Saúl en Micmas y en el monte Betel, y mil estaban con Jonatán en Guibeá de Benjamín: y al resto del pueblo lo envió cada uno a su tienda.
- «3000 hombres»: Este es el comienzo de un ejército permanente en Israel,[25] de los 300 000 hombres que lucharon contra los amonitas con Saúl y regresaron con él a Gilgal.[23]
- «Michmash»: estaba a cuatro millas de Guilgal,[26] a nueve millas de Jerusalén, cerca del pueblo Ramá (actual al-Ram).[27] Antiguamente se llamaba «Byra»,[28] que puede ser lo mismo que Beer, donde huyó Jotam después de haber pronunciado su parábola (Jueces 9:21).[29] En la Misná, la ciudad era famosa por producir el mejor trigo.[30] Se identifica con el pueblo moderno, «Mukhmas», al norte de «Wady es Suweinit», un «profundo barranco con laderas escarpadas que va desde las tierras altas de Benjamín hasta Jericó», al sur del cual se encuentra Geba (ahora Jaba').[31]
- «Monte Betel»: al este de la antigua ciudad de Betel, [32] y este podría ser el mismo lugar donde Abraham construyó un altar cerca de Betel (Génesis 12:8), porque Micmas está al este de Betel. [23]
- «Guibeá»: ciudad natal de Saúl, a unos kilómetros al suroeste de Guéba (cf. 1 Samuel 10:5). En la Biblia de Cambridge se conjetura que cuando Saúl ocupó Micmas, los filisteos trasladaron su puesto de Gabaa (1 Samuel 10:5) a Guéba, para vigilar más de cerca los movimientos de Saúl, por lo que Jonatán se apoderó de Gabaa, desde donde atacó Guéba (1 Samuel 13:3), una victoria que también se atribuyó a Saúl. [33]

## Un profeta tardío y un sacrificio prematuro (13:8-14)
Saúl esperó siete días en Gilgal a que Samuel viniera a realizar las ofrendas ante Dios (versículo 13:8), en referencia a la instrucción específica en 1 Samuel 10:8, pero cuando su ejército comenzó a dispersarse, decidió seguir el consejo de Samuel en 1 Samuel 10:7 («haz lo que tus manos encuentren que hacer, porque Dios está contigo») ofreciendo el sacrificio sin esperar a Samuel. Irónicamente, Samuel apareció justo cuando Saúl terminó el holocausto, antes de ofrecer las ofrendas de comunión. La defensa de Saúl de sus acciones revela su carácter supersticioso, que su movimiento de las ofrendas era buscar «el favor del Señor» para la batalla como una especie de amuleto de «buena suerte», un primer paso hacia la superstición y la brujería, como observó el padre de la iglesia primitiva, Juan Crisóstomo. El mayor pecado de Saúl es quizás su intento de «usurpar el papel de liderazgo religioso de Samuel». Debido a este acto, Samuel le dijo a Saúl que su reino no perduraría (versículo 14), aunque Saúl seguía siendo rey y, al parecer, Dios todavía le daría una oportunidad más para demostrar su obediencia en el caso de la lucha contra los amalecitas, en la que Saúl volvió a fracasar, por lo que se declaró públicamente que Dios había rechazado a Saúl como rey de Israel (15:26) y había dado su reino a «uno de sus vecinos» (15:28 ).

### Versículo 14
Pero ahora tu reino no continuará. El SEÑOR se ha buscado a un hombre según su corazón, y el SEÑOR le ha ordenado que sea el comandante de su pueblo, porque no has cumplido lo que el SEÑOR te ordenó. 
- «Un hombre según su corazón»: esto se malinterpreta a menudo como «un corazón similar al de Dios», lo que podría ser cuestionable cuando se aplica a David, que cometió muchos pecados, pero el término hebreo «corazón» realmente se refiere a «voluntad» o «elección», por lo que la frase en realidad significa «según la elección de Dios», como también se encuentra en varios versículos de la Biblia y todo apunta a «deseo», «voluntad» o «elección» (cf. 1 Samuel 1 4:7; Salmo 20:4; Jeremías 3:15).[16]

## Movimiento de tropas y monopolio del metal de los filisteos (13:15-23)
Después de reprenderlo, Samuel se fue a Gabaa, y luego Saúl, tras contar el resto de su ejército, decidió ir al mismo lugar. Los hombres de Saúl disminuyeron enormemente de los 300 000 hombres contra los amonitas a 3000 hombres, ahora reducidos a 600 soldados. Aparentemente, su acción de quemar las ofrendas no ayudó a alentar a más soldados y, además, la batalla a gran escala no comenzó de inmediato. Los versículos 19-22 explican cómo los filisteos monopolizaron la metalurgia en la zona, de modo que solo Saúl y Jonatán tenían espada entre los israelitas (13:22). El hecho de que los filisteos tuvieran armas mucho mejores hizo que el pueblo de Israel les tuviera aún más miedo.

### Comentarios sobre Samuel
- Auld, Graeme (2003). «1 & 2 Samuel».  En James D. G. Dunn and John William Rogerson, ed. Eerdmans Commentary on the Bible. Eerdmans. ISBN 9780802837110.
- Bergen, David T. (1996). 1, 2 Samuel. B&H Publishing Group. ISBN 9780805401073.
- Gordon, Robert P. (1999). I & II Samuel, A Commentary. Zondervan. ISBN 978-0310230229.
- Hertzberg, Hans Wilhelm (1964). I & II Samuel, A Commentary (trans. from German 2nd edition 1960 edición). Westminster John Knox Press. p. 19. ISBN 978-0664223182.
- Tsumura, David Toshio (2007). The First Book of Samuel. Eerdmans. ISBN 9780802823595.

### General
- Breytenbach, Andries (2000). «Who Is Behind The Samuel Narrative?».  En Johannes Cornelis de Moor and H.F. Van Rooy, ed. Past, Present, Future: the Deuteronomistic History and the Prophets. Brill. ISBN 9789004118713.
- Coogan, Michael David (2007).  Coogan, Michael David; Brettler, Marc Zvi; Newsom, Carol Ann et al., eds. The New Oxford Annotated Bible with the Apocryphal/Deuterocanonical Books: New Revised Standard Version, Issue 48 (Augmented 3rd edición). Oxford University Press. ISBN 978-0195288810.
- Fitzmyer, Joseph A. (2008). A Guide to the Dead Sea Scrolls and Related Literature. Grand Rapids, MI: William B. Eerdmans Publishing Company. ISBN 9780802862419.
- Halley, Henry H. (1965). Halley's Bible Handbook: an abbreviated Bible commentary (24th (revised) edición). Zondervan Publishing House. ISBN 0-310-25720-4. (requiere registro).
- Hayes, Christine (2015). Introduction to the Bible. Yale University Press. ISBN 978-0300188271.
- Jones, Gwilym H. (2007). «12. 1 and 2 Samuel».  En Barton, John; Muddiman, John, eds. The Oxford Bible Commentary (first (paperback) edición). Oxford University Press. pp. 196-232. ISBN 978-0199277186. Consultado el 6 de febrero de 2019.
- Klein, R.W. (2003). «Samuel, books of».  En Bromiley, Geoffrey W, ed. The International Standard Bible Encyclopedia. Eerdmans. ISBN 9780802837844.
- Knight, Douglas A (1995). «Chapter 4 Deuteronomy and the Deuteronomists».  En James Luther Mays, David L. Petersen and Kent Harold Richards, ed. Old Testament Interpretation. T&T Clark. p. 62. ISBN 9780567292896.
- Ulrich, Eugene, ed. (2010). The Biblical Qumran Scrolls: Transcriptions and Textual Variants. Brill.
- Würthwein, Ernst (1995). The Text of the Old Testament. Grand Rapids, MI: Wm. B. Eerdmans. ISBN 0-8028-0788-7. Consultado el 26 de enero de 2019.